# Rupen Semerciyan
Rupen Semerciyan (Istanbul, 15 dicembre 1904 – ...) è stato un cestista e allenatore di pallacanestro turco, di orgine armena.

## Carriera
Ha allenato la Turchia dal 1935 al 1938, guidandola alle Olimpiadi del 1936, concluse al 19º posto.